# Брег (Мајшперк)
Брег (словен. Breg) је насељено место у општини Мајшперк, Подравска регија, Словенија.

## Историја
До територијалне реорганизације у Словенији био је у саставу старе општине Птуј.

## Становништво
У попису становништва из 2011. године, Брег је имао 340 становника.
| Број становника према пописима | Број становника према пописима | Број становника према пописима |
| ------------------------------ | ------------------------------ | ------------------------------ |
| 1991                           | 2002                           | 2011                           |
| 336                            | 305                            | 340                            |